# Richard Hirschbäck
Richard Hirschbäck (2. Juli 1937 – 13. Juli 2007) war ein österreichischer Maler und Mitbegründer des österreichischen Kunstvereins Gruppe 77.

## Leben
Hirschbäck wurde am 2. Juli 1937 in Schwarzach St. Veit geboren. Er besuchte das Benediktinerinternat „Edmundsburg“ in Salzburg. Von 1956 bis 1961 studierte er an der Akademie der bildenden Künste in Wien unter der Leitung von Prof. Albert Paris Gütersloh. Nach seinem Studium übersiedelte Hirschbäck im Jahre 1962 nach Thumersbach, Zell am See, wo er bis zu seinem Tod lebte und arbeitete. 1969 wurde er Mitglied der Grazer Sezession, gefolgt vom Salzburger Kunstverein im Jahre 1971. Nach dem Austritt aus der Grazer Sezession im Jahre 1977 gründete er, gemeinsam mit ehemaligen Kollegen jenes Vereins, die „Gruppe 77“ in Graz.
Die Nähe zum Zeller See und der umliegenden Bergwelt ermöglichte es Hirschbäck, die Natur und ihre Beziehung zur urbanen Umgebung zu erforschen. Dieses Thema hatte während seiner Karriere eine starke Präsenz. Hirschbäck beschäftigte sich zumeist mit klassischer Malerei wie beispielsweise Öl auf Leinwand sowie Installationen und Assemblage. Dabei verwendete er oft untypische Objekte, wie zum Beispiel Türen oder Fenster als Grundlage seiner Werke. Er pflegte eine strenge Arbeitsethik und malte jeden Tag. Neben der klassischen Malerei hinterlässt Hirschbäck tausende Arbeiten auf Papier, die mit Tusche, Bleistift, Aquarell, Tempera, Öl und gemischten Techniken gefertigt wurden.
In der ersten Phase seiner Karriere, ab Ende der 1950er bis zu den 1960er Jahren, beschäftigte sich Hirschbäck mit geometrischen Kompositionen. In den 1970er Jahren erweiterte er das Thema Landschaft um ein Gebiet von Träume, Fantasie und Fiktion. In den 1980er und 1990er Jahren widmete sich Hirschbäck der abstrakten Kunst, oszillierend zwischen expressionistische Arbeiten und geometrische Kompositionen. Diese dominierten während der 2000er Jahre. Zeitweise setzte Hirschbäck Texte und Poesie in seinen Bildern ein, mit Referenzen zur Literatur. Aber auch das hebräische Alphabet fand Anwendung in seinen Werken.
Am 13. Juli 2007 starb Hirschbäck in Thumersbach, Zell am See.

## Werke

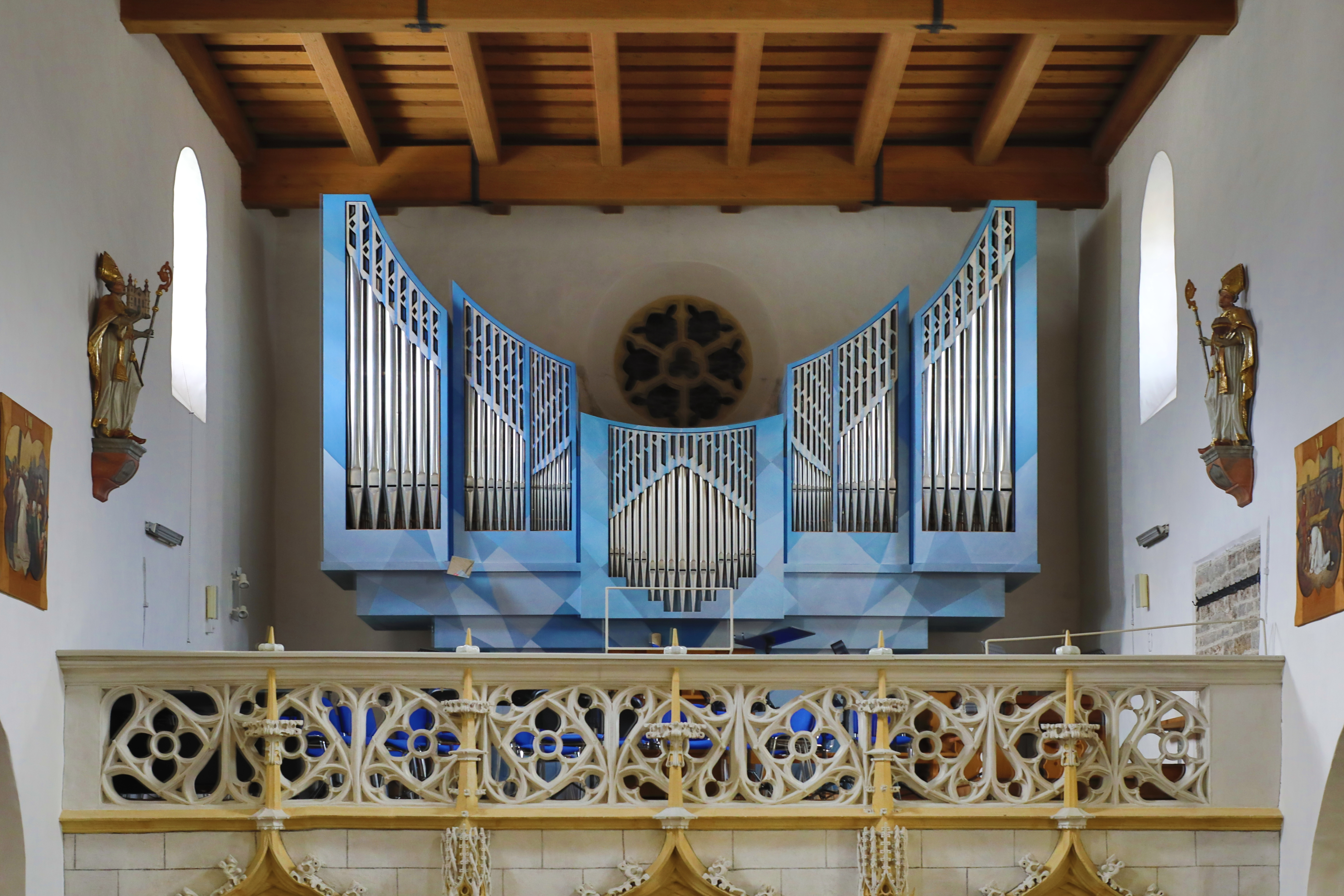
Orgel in der Stadtpfarrkirche in Zell am See; Prospektentwurf und Farbfassung erfolgte durch Richard Hirschbäck (1981)

Seine Werke befinden sich in den Kunstsammlungen des Albertina Museums in Wien, in der Artothek des Bundes in der österreichischen Galerie Belvedere in Wien sowie im Lentos Kunstmuseum Linz in Linz.
- 1981 Gestaltung des Orgelprospektes in der Stadtpfarrkirche in Zell am See
- 1993 Gestaltung des Hauptportales mit Verglasung der Konzilspfarrkirche St. Paul in Salzburg

## Anerkennungen
- 1972 Kunstpreis der Stadt Köflach

## Ausstellungen
- 1972 Retrospektive Ausstellung im Wolfgang-Gurlitt-Museum in Linz